# Chanpatia
Chanpatia is een notified area in het district Pashchim Champaran van de Indiase staat Bihar. 

## Demografie
Volgens de Indiase volkstelling van 2001 wonen er 22.029 mensen in Chanpatia, waarvan 52% mannelijk en 48% vrouwelijk is. De plaats heeft een alfabetiseringsgraad van 49%. 